# 의충동물
의충동물(蟻蟲動物, Echiura)은 해양성 무척추동물로 작은 동물 분류군이다. 환형동물의 일부로 간주했지만, 환형동물과 같은 체절이 발견되지 않아 과거 충동물문이라는 별도의 분류군으로 보기도 하였다. 그러나 DNA 염기 서열을 통한 계통 분류학적 분석 결과에 의하면, 의충동물과 유수동물의 분류학적 위치는 환형동물 내에 놓인다.
환절이나 체절의 구분이 불분명하며, 강모도 몸의 정단쪽 에 한정되어 있는 특이한 형태를 나타낸다. 갯벌에 살며, 전 세계에 70여 종이 분포한다.  개불·보넬리아 등이 이에 속한다.

## 생김새
몸은 원통 모양으로, 앞쪽으로는 입술(口吻)이 튀어나와 있다. 몸길이는 8-10cm 정도이나 큰 것은 50cm 가량이다. 갯지렁이와 달리 체절·촉수·측지가 없으며, 표면은 유두 돌기로 덮여 있다. 또 앞뒤쪽의 배면에는 대부분 한 쌍의 강모가 있고, 항문은 1, 2열의 강모에 둘러싸여 있다.
소화계는 입·인두·식도·모래주머니·간·중장·후장·항문 순으로 이어지는데, 특히 중장은 몸길이의 10배 정도로 체강 안에 선 모양으로 감겨 있다. 인두에는 턱이나 이 역할을 하는 구조물이나 기관이 없다. 순환계는 폐쇄혈관계로서, 심장 역할을 맡는 혈관 구조물이 존재한다. 한편, 배설기는 신관인데 생식 세포를 보내는 작용을 할 뿐 배설작용은 하지 않는다. 바다에 살며, 흔히 갯벌에 U자나 J자 모양의 구멍을 파고 그 속에서 생활한다. 입술을 모래 위에 낸 뒤 섬모를 움직여 먹이를 입 속으로 넣는다.

## 생활환
암수딴몸으로 유성생식만을 하고, 방출된 알은 흩어져서 바다 밑바닥으로 떨어져 그곳에서 수정한다. 또한 수정란은 발생 도중 생장 과정에서 나타나는 성체와 모습이 다른 새끼인 담륜자 시기를 거쳐 성체로 자란다.

## 분류
의충아강 (Echiuroidea)
- 보넬리아목 (Bonellida)
  - 보넬리아과 (Bonelliidae)
    - Acanthobonellia
    - Acanthohamingia
    - Achaetobonellia
    - Alomasoma
    - Amalosoma
    - Archibonellia
    - Biporus
    - 보넬리아속 (Bonellia)
    - Bonelliopsis
    - Bruunellia
    - Charcotus
    - Choanostomellia
    - Dattaguptus
    - Eubonellia
    - Hamingia
    - Ikedella
    - Jakobia
    - Kurchatovus
    - Maxmuelleria
    - Metabonellia
    - Nellobia
    - Prometor
    - Protobonellia
    - Pseudobonellia
    - Pseudoikedella
    - Sluiterina
    - Torbenwolffia
    - Vitjazema
    - Zenkevitchiola

  - 이케다과 (Ikedidae)
    - 이케다속 (Ikeda)
- 개불목(의충목) (Echiurida)
  - 북개불과 (Echiuridae)
    - Anelassorhynchus
    - Arhynchite
    - 북개불속 (Echiurus)
    - Lissomyema
    - Listriolobus
    - 줄개불속 (Ochetostoma)

  - 연두개불과 (Thalassematidae)
    - 연두개불속 (Thalassema)
    - Ikedosoma

  - 개불과 (Urechidae)
    - 개불속 (Urechis)

## 참고 자료
- 이 문서에는 다음커뮤니케이션(현 카카오)에서 GFDL 또는 CC-SA 라이선스로 배포한 글로벌 세계대백과사전의 내용을 기초로 작성된 글이 포함되어 있습니다.